# Darío Lima
Darío Lima – piłkarz paragwajski, napastnik.
Wziął udział w turnieju Copa América 1921, gdzie Paragwaj zajął ostatnie, czwarte miejsce. Lima zagrał we wszystkich trzech meczach - z Urugwajem, Brazylią i Argentyną.
Dwa lata później wziął udział turnieju Copa Chevallier Boutell 1923, wygranym przez Paragwaj. Lima zagrał w obu meczach z Argentyną i zdobył jedną z dwóch zwycięskich bramek w pierwszym meczu.